# Randolph County (Missouri)
Randolph County is een county in de Amerikaanse staat Missouri.
De county heeft een landoppervlakte van 1.249 km² en telt 24.663 inwoners (volkstelling 2000). De hoofdplaats is Huntsville.